# Chiesa russa antico-ortodossa

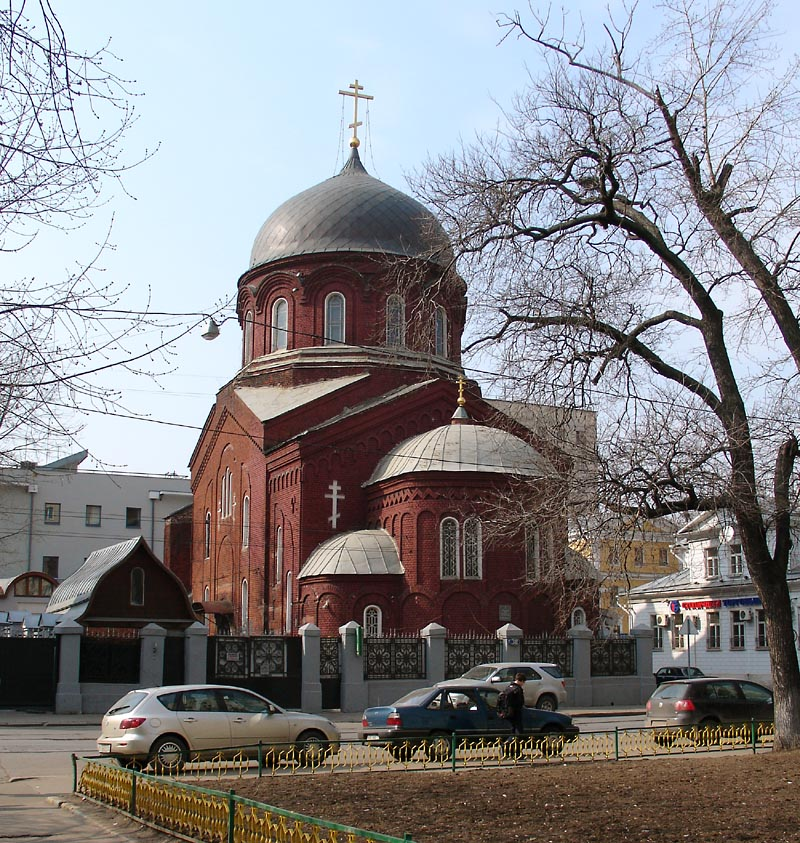
Cattedrale dell'intercessione della Theotókos della Chiesa russa antico-ortodossa a Mosca

La Chiesa russa antico-ortodossa (in russo Русская Древлеправославная Церковь?) è una Chiesa ortodossa orientale di tradizione Vecchio Credente, credo nato a seguito di uno scisma (raskol) con la Chiesa ortodossa russa durante il XVII secolo. La sua giurisdizione incorpora quei Vecchi Credenti i quali, dal 1846, rifiutarono di accettare l'autorità della Gerarchia Belokrinickaja. È anche conosciuta come Gerarchia Novozybkov (dal nome della città ove risiedette il suo vescovo in capo tra il 1963 e il 2000).
Tra il 1963 e il 2002, infatti, il titolo ufficiale di quest'ultimo fu Arcivescovo di Novozybkov, Mosca e di tutta la Russia. Nel 2000, con lo spostamento della sede arcivescovile a Mosca, il toponimo Novozybkov fu stralciato dal titolo. Dal marzo 2003 l'appellativo ufficiale del capo spirituale della Chiesa russa antico-ortodossa è patriarca di Mosca e di tutta la Russia. Ricopre oggi questa carica il patriarca Cirillo I (arcivescovo dal 14 marzo 1976, patriarca dal 1º marzo 2009).

## Storia
La Chiesa russa antico-ortodossa fu costituita da gruppi di Vecchi Credenti che, pur ritenendo opportuno e canonicamente legittimo conservare la tradizionale gerarchia e struttura ecclesiastica (distinguendosi in tal modo dai Bespopovcy), rifiutarono di accettare l'autorità del Metropolita Amvrosii Popovič, che si convertì nel 1846 permettendo in questo modo la formazione della gerarchia Belokrinickaja. Il richiamato rifiuto era dovuto ad alcuni problemi canonici relativi all'ordinazione del secondo vescovo di questi ultimi, Kiril, innalzato al soglio, a dispetto dei canoni, dal solo Amvrosii. Questi gruppi di Vecchi Credenti continuarono ad esistere senza alcun vescovo fino al 1923, anno in cui crearono la propria gerarchia ecclesiastica a seguito della conversione dell'Arcivescovo Renovazionista Nikola Pozdnev di Saratov (1853–1934). Fu introdotto alla nuova fede (come Amvrosii nel 1846) attraverso il rito della cresima (o confermazione) il 4 novembre 1923 e gli fu conferito il titolo di Arcivescovo di Mosca, Saratov e di Tutti i Cristiani Vecchi Credenti in Russia. Il fatto che Nicola fosse precedentemente stato un membro della fede Renovazionista, e quindi uno scismatico per la Chiesa ortodossa russa ufficiale, che lo aveva sospeso dai servizi liturgici a seguito del Concilio vescovile presieduto dal patriarca Tichon nel 1923, comportò alcune resistenze all'interno della Chiesa russa antico-ortodossa che faticò a riconoscerne la validità del suo titolo. E altri Vecchi Credenti manifestarono i propri dubbi per il fatto che Nicola fosse stato battezzato tramite aspersione piuttosto che con la tripla immersione. Queste opposizioni furono tuttavia respinte dal Concilio moscovita della Chiesa russa antico-ortodossa che si svolse nel maggio 1924.
Allo scopo di evitare l'"errore" in cui erano incorsi i vertici della gerarchia Belokrinickaja, l'arcivescovo Nikola si astenne dal nominare nuovi vescovi fino alla conversione di Stefan Rastorguev, vescovo della Chiesa ortodossa russa, avvenuta nel settembre 1929. Quattro ulteriori vescovi furono allora ordinati negli anni seguenti. Come molte altre chiese ortodosse nell Russia sovietica i membri della Chiesa russa antico-ortodossa furono oggetto di aspre persecuzioni da parte delle autorità governative. Uno degli effetti di questo stato di cose fu il continuo spostamento del soglio vescovile del suo primo gerarca: Mosca (1924-1955); Kuibyšev - l'odierna Samara (1955-1963); Novozybkov (nell'Oblast' di Brjansk) (1963-2000). Nel 2000 il soglio fece ritorno a Mosca.
Negli anni novanta alcuni vescovi decisero di separarsi dalla Chiesa russa antico-ortodossa, formando due corpi ecclesiastici distinti:
- La Chiesa russa antico-ortodossa Slavo Georgiana (Славяно-Грузинская Иверская Древлеправославная Церковь) fu creata all'inizio degli anni '90 da due vescovi scismatici (Leontj di Perm' e Flaviano di Mosca). Questa Chiesa ha tre vescovi e alcune parrocchie in Georgia e in Russia. La sua caratteristica principale è rappresentata dal fatto che i servizi liturgici vengono recitati sia in slavo che in antico georgiano, utilizzando testi georgiani del XVIII secolo.
- La Chiesa russa antico-ortodossa di Russia (Древлеправославная Церковь России) fu formata nel 1999 in risposta ai tentativi "riformatori" dell'amministrazione centrale ecclesiastica della Gerarchia Novozybkov. Oggi ha tre vescovi e 12 parrocchie in Russia e Romania.

Già poco dopo la loro formazione alcuni vescovi scismatici tornarono in comunione con la Chiesa russa antico-ortodossa, ma le due Chiese nate a seguito dello scisma continuano a esistere.
Nel 2003, a seguito di una mossa politica controversa, i vertici della Chiesa russa antico-ortodossa decisero di "reinstaurare" il patriarcato nella "Chiesa Russa", creando il patriarcato di Mosca in aperto contrasto con il patriarca Alessio II, leader della Chiesa ortodossa russa. Questo atto ha avuto come risultato quello di peggiorare i rapporti, già tesi con quest'ultima e con la Chiesa ortodossa russa di antico rito.
Nel 2002 la Chiesa contava più di 60 parrocchie in Russia, Romania e negli Stati facenti parte l'ex Unione Sovietica e conta 5 vescovi.

## Primi gerarchi della Chiesa russa antico-ortodossa
| Nikola (Pozdnev)         | Arcivescovo di Mosca, Saratov e di tutta la Russia    | 19 dicembre, 1923- 1º settembre, 1934 |
| Stefan (Rastorguev)      | locum tenens                                          | 1934- luglio 1935                     |
| " " "                    | Arcivescovo di Mosca e di tutta la Russia             | luglio 1935- 2 settembre [?], 1937    |
| Michail (Kočetov)        |                                                       | maggio 1938- 6 aprile, 1944           |
| Ioann (Kalinin)          |                                                       | 14 ottobre, 1944- 27 agosto, 1955     |
| Epifanij (Abramov)       | Arcivescovo di Kuibyšev, Mosca e di tutta la Russia   | 5 novembre, 1955–1963 (d. 1965)       |
| Jeremiah (Matvievič)     | Arcivescovo di Novozybkov, Mosca e di tutta la Russia | 24 marzo, 1963- 17 giugno, 1969       |
| Pavel (Mašinin)          |                                                       | 27 luglio, 1969- giugno 1977          |
| Varsonofij (Ovsyannikov) | locum tenens                                          | giugno 1977- settembre 1979           |
| Gennadij (Antonov)       |                                                       | 23 settembre, 1979- 2 febbraio, 1996  |
| Aristarch (Kalinin)      |                                                       | febbraio 1996- 4 maggio, 2000         |
| Aleksandr (Kalinin)      | Arcivescovo di Mosca e di tutta la Russia             | 9 maggio, 2000- 3 marzo, 2002         |
| " " "                    | Patriarca di Mosca e di tutta la Russia               | 3 marzo, 2002- oggi                   |